# Robert Wimmer
Robert Wimmer (Darmstadt, 14 juni 1965) is een Duitse ultraloper, die zeer zijn grootste overwinningen behaalde bij het etappelopen. Zo won hij in 2003 de Trans-Europaloop van 5036 kilometer, die in 64 etappes van Lissabon naar Moskou voert.

## Biografie
Robert Wimmer groeide op in Hessen, Baden-Württemberg en Beieren. Hij leerde als opticien. In 1987 begon hij met hardlopen. Na zes maanden trainen liep hij al in Berlijn zijn eerst marathon en finishte gelijk in 3 uur en 19 minuten. Robert Wimmer werd hierna sneller en kreeg een langere adem. Hij behaalde ook talrijke overwinningen in zijn leeftijdscategorie tussen 10 km en 42,195 km.
Hierna begon hij zich te specialiseren op het ultralopen. Hij werd op de 100 km meervoudig Beiers- en Zuid-Duits kampioen. In 2002 won hij in Brakel de Duitse kampioenschappen over 100 km in 7 uur en 22 minuten.

### Overwinning op de Trans-Europaloop 2003
Robert Wimmer bereidde zich vele maanden voor op de Trans-Europaloop in het Hubert-Schwarz-Performance-Team. Hierbij liep hij trainingsweken van 520 km. Hij werd ondersteund door voormalig marathontrainer Thomas Prochnow (trainingsschema's), voedingsdeskundige Wolfgang Feil (dieet) en ultra-atleet Hubert Schwarz (mentaal).
Op 19 april 2003 werd bij het Torre de Belém in Lissabon het startschot gelost voor de langste loopwedstrijd in de geschiedenis. Na 64 dagen, zonder rustdag door Portugal, Spanje, Frankrijk, België, Duitsland, Polen, Wit-Rusland en Rusland finishte Robert Wimmer in het Kremlin in Moskou in 480 uur en 29 minuten.
Wimmer nam ook deel aan de daaropvolgende twee edities van de Trans-Europaloop in 2009 en 2012. Deze edities waren met afstanden van respectievelijk ong. 4500 en 4178 km iets korter dan de editie van 2003. Wimmer eindigde in 2009 als vierde en in 2012 als tweede.

### Wereldrecords
Wimmer behaalde ook verscheidene wereldrecords over ultra-afstanden. Zo vestigde hij in 2008 het record 100 km op de loopband: 7:28.20. Het jaar daarna liep hij het wereldrecord 12-uurloop op de loopband. Zijn afstand was 145,2 km. In 2011 verbeterde hij het wereldrecord 12-uurloop op de atletiekbaan met 900 m tot 141,738 km.

## Prestaties
Robert Wimmer liep in totaal ongeveer 500 wegwedstrijden, 200 marathons en 70 ultramarathons:
- 1992

PR op de marathon van München - 2:39.56
- 1997

 100 km Rodenbach: 7:33.27
- 2001

 Biberttal-Marathon: 2:44.02 (parcoursrecord)
- 2002

 6 uurloop in Nederland - 85,260 km
 Eschollbrücker Ultra-Marathon (50 km)- 3:22.26
 12 uurloop Praag - 138,591 km
 Spreelauf (420 km in zes etappes) - 32:43.01
 Duits kampioenschap 100 km in Brakel - 7:22.56
 50-km-Cup van de Duitse Ultramarathon Vereniging
- 2003

 Trans-Europaloop (5036 km in 64 etappes) - 480:29.51
- 2004

 Isarlauf (328 km in 5 etappes) - 27:45.05
9e Badwater Ultramarathon in Death Valley (217 km; +4000/-1400 hoogtemeters) - 36:53.08
- 2005

 6 uurloop Cup van de Duitse Ultramarathon Vereniging
- 2008

 Beierse kampioenschappen 100 km in Leipzig
 Duitslandloop  (1203 km in 17 etappes)
- 2009

4e Trans-Europaloop (4500 km in 64 etappes) - 415:53.27
- 2012

 Trans-Europaloop (4178 km in 64 etappes) - 385:00.35